# Eparchie krymská
Eparchie krymská je eparchie pravoslavné církve Ukrajiny.

## Území a titul biskupa
Zahrnuje správní hranice území Autonomní republiky Krym a území Sevastopolu.
Eparchiálnímu biskupovi náleží titul biskup simferopolský a krymský.

## Historie
Eparchie byla zřízena roku 1996 jako součást Ukrajinské pravoslavné církve Kyjevského patriarchátu.
Roku 2018 přešla na Sjednocujícím sněmu ukrajinských pravoslavných církví do jurisdikce nové Pravoslavné církve Ukrajiny.

## Seznam biskupů
- 1996–1997 Antonij (Machota)
- od 2000 Klyment (Kušč)